# Macrostrombus costatus

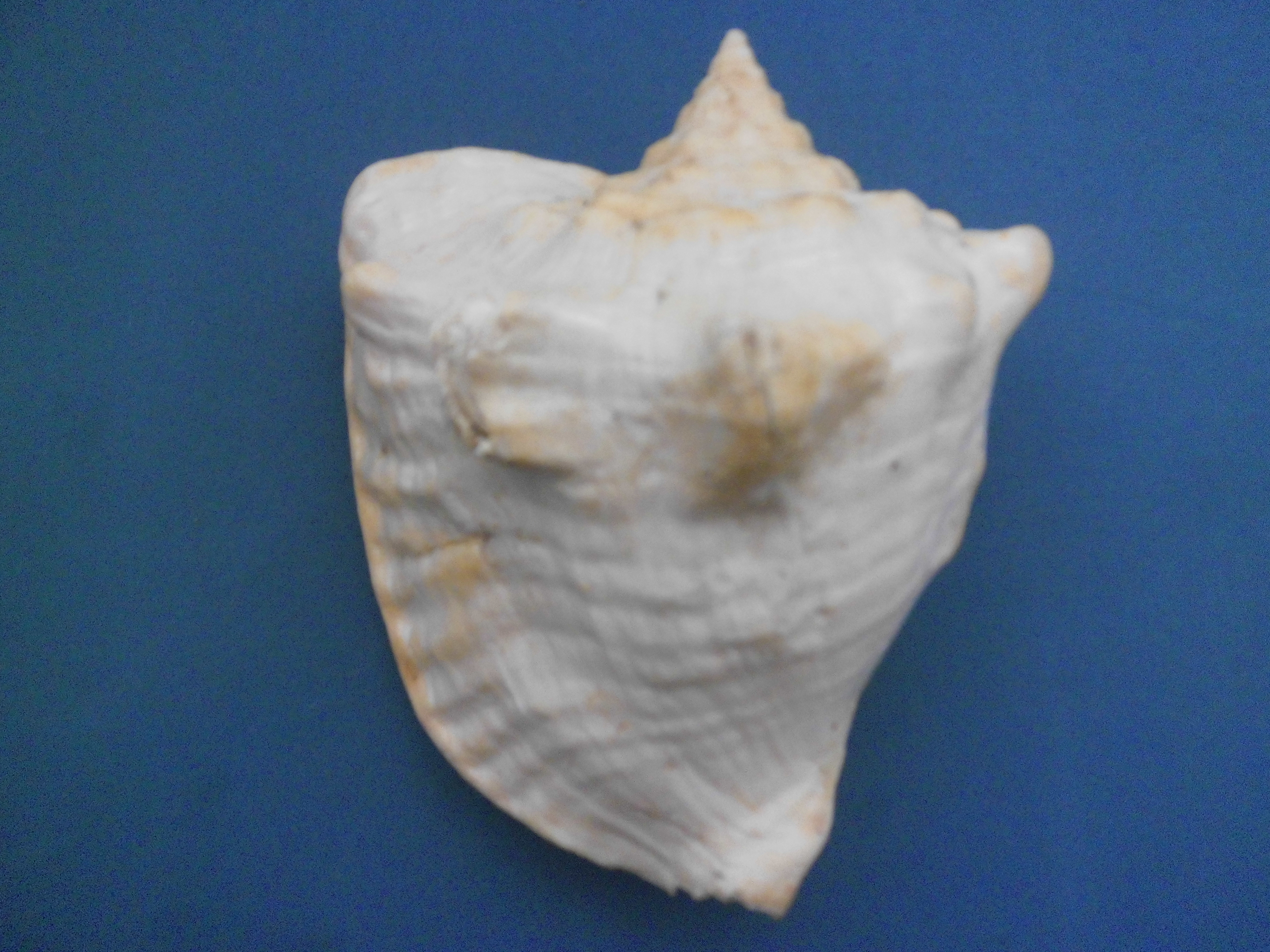
Macrostormbus costatus dorsal view of adult shell.

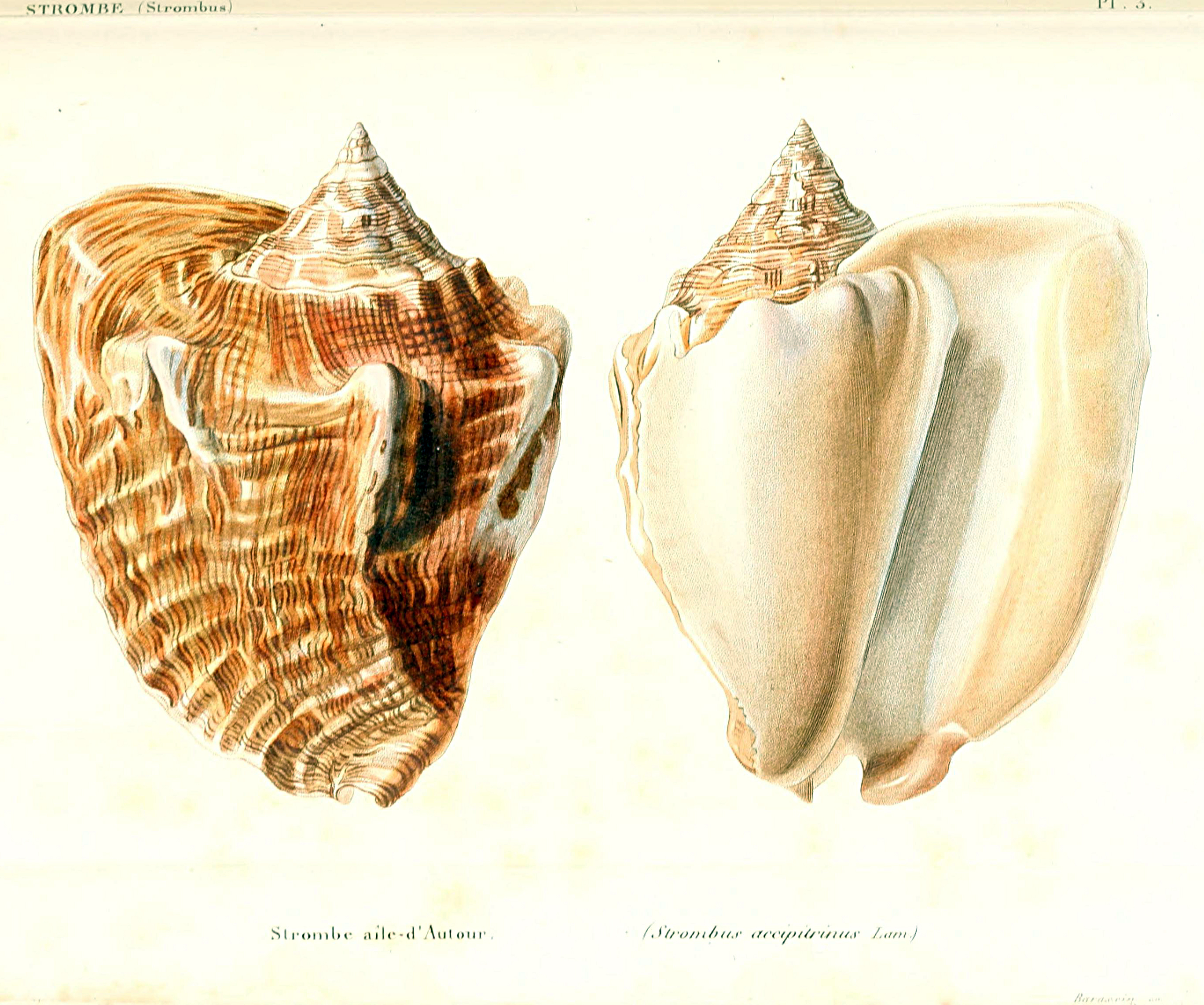
Colored drawing of a Aliger costatus from Kiener, 1843

Macrostrombus costatus là một loài ốc biển, là động vật thân mềm chân bụng sống ở biển trong họ Strombidae, họ ốc nhảy.

## Miêu tả
Độ dài vỏ lớn nhất ghi nhận được là 231 mm.

## Môi trường sống
Độ sâu nhỏ nhất ghi nhận được là 2 m. Độ sâu lớn nhất ghi nhận được là 55 m.